# Nolana rhombifolia
Nolana rhombifolia är en potatisväxtart som beskrevs av Marticorena och Quezada. Nolana rhombifolia ingår i släktet cymbalblommor, och familjen potatisväxter. Inga underarter finns listade i Catalogue of Life.